# Automatically Sunshine
Automatically Sunshine is een single van de Amerikaanse Motown groep The Supremes. Het was het laatste nummer dat de top 40 in de Verenigde Staten haalde waar Mary Wilson en Jean Terrell lead op zingen. Ook was het de laatste van vijf achtereenvolgende singles van de groep die de top 10 in het Verenigd Koninkrijk haalde. De voorgaande vier waren Up the Ladder to the Roof, Stoned Love, Nathan Jones en Floy Joy.
Automatically Sunshine werd, net als Floy Joy, geschreven en geproduceerd door Smokey Robinson. Dat het nummer slechts de 37ste positie op de poplijst haalde bleek een teleurstelling te zijn, want leadzangeres Mary Wilson vond dit een van de beste nummers van de groep.

## Bezetting
- Lead: Jean Terrell en Mary Wilson
- Achtergrondzangeressen: Mary Wilson, Cindy Birdsong en Jean Terrell
- Instrumentatie: The Funk Brothers met onder andere Earl Van Dyke op orgel en James Jamerson op bass
- Schrijver: Smokey Robinson
- Producer: Smokey Robinson
- Arrangeur: Paul Riser